# Amomum trachycarpum
Amomum trachycarpum är en enhjärtbladig växtart som beskrevs av Karl Moritz Schumann. Amomum trachycarpum ingår i släktet Amomum och familjen Zingiberaceae. Inga underarter finns listade i Catalogue of Life.